# Українське наукове освітнє товариство
Українське Наукове Освітнє Товариство (УНОТ) у Бельгії, засноване 1947 в Брюсселі як секція Українського Допомогового Комітету в Бельгії, з 1950 — окреме товариство.
Вело суботні школи українознавства, видало кілька праць українською і французькими мовами.
Голови: о. М. Германюк, П. Зелений, Д. Андрієвський, І. Витязь, о. Курилас й о. І. Кіт (з 1978).